# Championnat de France de football 2023-2024
 (mai 2024).
Navigation
Ligue 1 2022-2023 Ligue 1 2024-2025
La saison 2023-2024 de Ligue 1 est la 86e édition du championnat de France de football, la 22e sous l'appellation « Ligue 1 » et la 4e et dernière sous l'appellation Ligue 1 Uber Eats. La saison a débuté le 11 août 2023 et s’est achevée le 19 mai 2024.

## Participants
L'édition 2023-2024 marque le retour à dix-huit équipes, après 21 saisons jouées à vingt clubs : les seize maintenues de la saison précédente, auxquelles s'ajoutent les deux promus de Ligue 2 : Le Havre AC et FC Metz. Ces deux clubs remplacent les quatre clubs relégués : l'AJ Auxerre, l'AC Ajaccio, l'Angers SCO et l'ES Troyes AC.
Parmi les 18 clubs participants, six ont participé à toutes les éditions de la Ligue 1 depuis sa fondation en 2002 : l'Olympique de Marseille, le Stade rennais, l'Olympique lyonnais, le LOSC Lille, l'OGC Nice et le Paris Saint-Germain.
| \| 0Stade brestois 29 Clermont Foot Le Havre AC RC Lens LOSC Lille · FC Lorient Olympique lyonnais · Olympique de Marseille FC Metz AS Monaco Montpellier HSC · FC Nantes · OGC Nice Paris SG Stade de Reims Stade rennais FC · RC Strasbourg Toulouse FC \| Localisation des clubs engagés dans le championnat. |
| 0Stade brestois 29 Clermont Foot Le Havre AC RC Lens LOSC Lille · FC Lorient Olympique lyonnais · Olympique de Marseille FC Metz AS Monaco Montpellier HSC · FC Nantes · OGC Nice Paris SG Stade de Reims Stade rennais FC · RC Strasbourg Toulouse FC                                                           |

| Club                   | Dernière montée | Classement 2022-2023 | Entraîneur(s)                    | Depuis | Stade                  | Capacité en L1 | Nombre de saison(s) en L1 |
| ---------------------- | --------------- | -------------------- | -------------------------------- | ------ | ---------------------- | -------------- | ------------------------- |
| Paris Saint-Germain    | 1974            | 1er                  | Luis Enrique                     | 2023   | Parc des Princes       | 47 929         | 51                        |
| RC Lens                | 2020            | 2e                   | Franck Haise                     | 2020   | Stade Bollaert-Delelis | 38 223         | 62                        |
| Olympique de Marseille | 1996            | 3e                   | Jean-Louis Gasset                | 2024   | Orange Vélodrome       | 66 226         | 74                        |
| Stade rennais FC       | 1994            | 4e                   | Julien Stéphan                   | 2023   | Roazhon Park           | 29 778         | 67                        |
| LOSC Lille             | 2000            | 5e                   | Paulo Fonseca                    | 2022   | Stade Pierre-Mauroy    | 50 186         | 64                        |
| AS Monaco              | 2013            | 6e                   | Adi Hütter                       | 2023   | Stade Louis-II         | 16 500         | 65                        |
| Olympique lyonnais     | 1989            | 7e                   | Pierre Sage                      | 2023   | Groupama Stadium       | 57 206         | 66                        |
| Clermont Foot 63       | 2021            | 8e                   | Pascal Gastien Sébastien Bichard | 2024   | Stade Gabriel-Montpied | 10 700         | 2                         |
| OGC Nice               | 2002            | 9e                   | Francesco Farioli                | 2023   | Allianz Riviera        | 35 596         | 65                        |
| FC Lorient             | 2020            | 10e                  | Régis Le Bris                    | 2022   | Stade du Moustoir      | 18 500         | 17                        |
| Stade de Reims         | 2018            | 11e                  | Samba Diawara                    | 2024   | Stade Auguste-Delaune  | 20 546         | 39                        |
| Montpellier HSC        | 2009            | 12e                  | Michel Der Zakarian              | 2023   | Stade de la Mosson     | 22 000         | 42                        |
| Toulouse FC            | 2022            | 13e                  | Carles Martínez Novell           | 2023   | Stadium de Toulouse    | 33 150         | 34                        |
| Stade brestois 29      | 2019            | 14e                  | Éric Roy                         | 2023   | Stade Francis-Le Blé   | 15 220         | 18                        |
| RC Strasbourg          | 2017            | 15e                  | Patrick Vieira                   | 2023   | Stade de la Meinau     | 26 109         | 63                        |
| FC Nantes              | 2013            | 16e                  | Antoine Kombouaré                | 2024   | Stade de la Beaujoire  | 35 322         | 56                        |
| Le Havre AC            | 2023            | 1er (Ligue 2)        | Luka Elsner                      | 2022   | Stade Océane           | 25 178         | 25                        |
| FC Metz                | 2023            | 2e (Ligue 2)         | László Bölöni                    | 2022   | Stade Saint-Symphorien | 28 786         | 64                        |

Légende des couleurs
- Phase de groupes de la Ligue des champions 2023-2024
- 3e tour de qualification de la Ligue des champions 2023-2024
- Phase de groupes de la Ligue Europa 2023-2024
- Tour de barrages de la Ligue Europa Conférence 2023-2024
- Promu de Ligue 2 2022-2023

### Changements d'entraîneur
| Club                   | Entraîneur(s) partant(s)              | Motif du départ                                       | Date de départ    | Position   | Entraîneur(s) arrivant(s)             | Date d'arrivée    |
| ---------------------- | ------------------------------------- | ----------------------------------------------------- | ----------------- | ---------- | ------------------------------------- | ----------------- |
| Olympique de Marseille | Igor Tudor                            | Démission                                             | 3 juin 2023       | Pré-saison | Marcelino                             | 23 juin 2023      |
| AS Monaco              | Philippe Clement                      | Renvoi                                                | 4 juin 2023       | Pré-saison | Adi Hütter                            | 4 juillet 2023    |
| Toulouse FC            | Philippe Montanier                    | Renvoi                                                | 14 juin 2023      | Pré-saison | Carles Martinez Novell                | 14 juin 2023      |
| RC Strasbourg          | Frédéric Antonetti                    | Consentement mutuel                                   | 27 juin 2023      | Pré-saison | Patrick Vieira                        | 2 juillet 2023    |
| OGC Nice               | Didier Digard                         | Fin de contrat                                        | 30 juin 2023      | Pré-saison | Francesco Farioli                     | 30 juin 2023      |
| Paris Saint-Germain    | Christophe Galtier                    | Renvoi                                                | 5 juillet 2023    | Pré-saison | Luis Enrique                          | 5 juillet 2023    |
| Olympique lyonnais     | Laurent Blanc                         | Consentement mutuel                                   | 11 septembre 2023 | 18e        | Jean-François Vulliez Jérémie Bréchet | 11 septembre 2023 |
| Olympique lyonnais     | Jean-François Vulliez Jérémie Bréchet | Fin de l'intérim                                      | 16 septembre 2023 | 18e        | Fabio Grosso                          | 16 septembre 2023 |
| Olympique de Marseille | Marcelino                             | Mauvaises conditions extra-sportives[réf. nécessaire] | 20 septembre 2023 | 4e         | Jacques Abardonado                    | 20 septembre 2023 |
| Olympique de Marseille | Jacques Abardonado                    | Fin de l'intérim                                      | 27 Septembre 2023 | 8e         | Gennaro Gattuso                       | 27 Septembre 2023 |
| Stade rennais FC       | Bruno Génésio                         | Consentement mutuel                                   | 19 novembre 2023  | 13e        | Julien Stéphan                        | 19 novembre 2023  |
| FC Nantes              | Pierre Aristouy                       | Renvoi                                                | 29 novembre 2023  | 11e        | Jocelyn Gourvennec                    | 29 novembre 2023  |
| Olympique lyonnais     | Fabio Grosso                          | Renvoi                                                | 30 novembre 2023  | 18e        | Pierre Sage                           | 30 novembre 2023  |
| Olympique de Marseille | Gennaro Gattuso                       | Renvoi                                                | 20 février 2024   | 9e         | Jean-Louis Gasset                     | 20 février 2024   |
| Clermont Foot 63       | Pascal Gastien                        | Aide pour l'entraîneur                                | 4 mars 2024       | 18e        | Pascal Gastien Sébastien Bichard      | 4 mars 2024       |
| FC Nantes              | Jocelyn Gourvennec                    | Renvoi                                                | 17 mars 2024      | 16e        | Antoine Kombouaré                     | 17 mars 2024      |
| Stade de Reims         | Will Still                            | Consentement mutuel                                   | 2 mai 2024        | 11e        | Samba Diawara                         | 3 mai 2024        |

### Propriétaires et investisseurs majoritaires
| Club                   | Budget en M€ | Actionnaire majoritaire  | Depuis |
| ---------------------- | ------------ | ------------------------ | ------ |
| Stade brestois 29      | 48           | Denis Le Saint           | 2016   |
| Clermont Foot 63       | 22           | Ahmet Schaefer           | 2019   |
| Le Havre AC            | 35           | Vincent Volpe            | 2015   |
| RC Lens                | 118          | Joseph Oughourlian       | 2016   |
| LOSC Lille             | 100          | Merlyn Partners SCSp     | 2020   |
| FC Lorient             | 70           | Loïc Féry                | 2009   |
| Olympique lyonnais     | 220          | Eagle Football Group     | 2022   |
| Olympique de Marseille | 270          | Frank McCourt            | 2016   |
| FC Metz                | 45           | Bernard Serin            | 2009   |
| AS Monaco              | 205          | Dmitri Rybolovlev        | 2011   |
| Montpellier HSC        | 50           | Groupe Nicollin          | 1974   |
| FC Nantes              | 75           | Waldemar Kita            | 2007   |
| OGC Nice               | 85           | Ineos                    | 2019   |
| Paris Saint-Germain    | 700          | Qatar Sports Investments | 2011   |
| Stade de Reims         | 75           | Jean-Pierre Caillot      | 2004   |
| Stade rennais FC       | 110          | Artémis                  | 1998   |
| Toulouse FC            | 50           | RedBird Capital Partners | 2020   |
| RC Strasbourg          | 65           | BlueCo                   | 2023   |

## Compétition

### Classement général et résultats
Le classement est calculé avec le barème de points suivant : une victoire vaut trois points, le match nul un. La défaite ne rapporte aucun point.
À égalité de points, les critères de départage sont les suivants :
1. Plus grande différence de buts générale ;
2. Plus grand nombre de points dans les confrontations directes ;
3. Plus grande différence de buts particulière ;
4. Plus grand nombre de buts dans les confrontations directes ;
5. Plus grand nombre de buts à l'extérieur dans les confrontations directes ;
6. Plus grand nombre de buts marqués ;
7. Plus grand nombre de buts marqués à l'extérieur ;
8. Meilleure place au Challenge du Fair-play (un point par joueur averti, trois points par joueur exclu).

Les règles 2, 3, 4, 5 de départage des clubs lors des rencontres disputées entre eux ne peuvent s’appliquer que si les deux matchs les ayant opposés ont été joués.
Tant que ces deux matchs ne se sont pas déroulés, les règles 6, 7, 8 s’appliquent en priorité dans l’ordre de leur énoncé.

### Classement
Source : Classement sur le site de la Ligue 1.
| Rang | Équipe                    | Pts  | J  | G  | N  | P  | Bp | Bc | Diff |
| ---- | ------------------------- | ---- | -- | -- | -- | -- | -- | -- | ---- |
| 1    | Paris Saint-Germain T S C | 76   | 34 | 22 | 10 | 2  | 81 | 33 | +48  |
| 2    | AS Monaco FC              | 67   | 34 | 20 | 7  | 7  | 68 | 42 | +26  |
| 3    | Stade brestois 29         | 61   | 34 | 17 | 10 | 7  | 53 | 34 | +19  |
| 4    | LOSC Lille                | 59   | 34 | 16 | 11 | 7  | 52 | 34 | +18  |
| 5    | OGC Nice                  | 55   | 34 | 15 | 10 | 9  | 40 | 29 | +11  |
| 6    | Olympique lyonnais        | 53   | 34 | 16 | 5  | 13 | 49 | 55 | -6   |
| 7    | RC Lens                   | 51   | 34 | 14 | 9  | 11 | 45 | 37 | +8   |
| 8    | Olympique de Marseille    | 50   | 34 | 13 | 11 | 10 | 52 | 41 | +11  |
| 9    | Stade de Reims            | 47   | 34 | 13 | 8  | 13 | 43 | 47 | -4   |
| 10   | Stade rennais FC          | 46   | 34 | 12 | 10 | 11 | 53 | 46 | +7   |
| 11   | Toulouse FC               | 43   | 34 | 11 | 10 | 13 | 42 | 46 | -4   |
| 12   | Montpellier HSC           | 41-1 | 34 | 10 | 12 | 12 | 43 | 48 | -5   |
| 13   | RC Strasbourg             | 39   | 34 | 10 | 9  | 15 | 38 | 50 | -12  |
| 14   | FC Nantes                 | 33   | 34 | 9  | 6  | 19 | 30 | 55 | -25  |
| 15   | Le Havre AC P             | 32   | 34 | 7  | 11 | 16 | 34 | 45 | -11  |
| 16   | FC Metz P                 | 29   | 34 | 8  | 5  | 21 | 35 | 58 | -23  |
| 17   | FC Lorient                | 29   | 34 | 7  | 8  | 19 | 43 | 66 | -23  |
| 18   | Clermont Foot 63          | 25   | 34 | 5  | 10 | 19 | 26 | 60 | -34  |

Qualifications européennes
Ligue des champions 2024-2025
- 1er, 2e et 3e : phase de ligue
- 4e : troisième tour de qualification

Ligue Europa 2024-2025
- 5e et 6e : phase de ligue

Ligue Conférence 2024-2025
- 7e : tour de barrages

Relégation en Ligue 2 2024-2025
- 16e : barrages de relégation
- 17e et 18e : relégation

Abréviations
- T : Tenant du titre
- C : Vainqueur de la Coupe de France 2023-2024
- S : Vainqueur du Trophée des champions 2023
- P : Promus de Ligue 2 2022-2023
- -1 : Points de pénalité

### Matchs
| Résultats (▼dom., ►ext.)                                   | SB29 | CF63 | HAC | RCL | LOSC | FCL | OL  | OM  | FCM | ASM | MHSC | FCN | OGCN | PSG | SDR | SRFC | RCSA | TFC |
| Stade brestois 29                                          |      | 3-0  | 1-0 | 3-2 | 1-1  | 4-0 | 1-0 | 1-0 | 4-3 | 0-2 | 2-0  | 0-0 | 0-0  | 2-3 | 1-1 | 0-0  | 1-1  | 1-1 |
| Clermont Foot 63                                           | 1-1  |      | 2-1 | 0-3 | 0-0  | 1-0 | 0-1 | 1-5 | 0-1 | 2-4 | 1-1  | 0-1 | 0-1  | 0-0 | 4-1 | 1-3  | 1-1  | 0-3 |
| Le Havre AC                                                | 1-2  | 2-1  |     | 0-0 | 0-2  | 3-0 | 3-1 | 1-2 | 0-1 | 0-0 | 0-2  | 0-1 | 3-1  | 0-2 | 1-2 | 0-1  | 3-1  | 1-0 |
| RC Lens                                                    | 1-0  | 1-0  | 1-1 |     | 1-1  | 2-0 | 3-2 | 1-0 | 0-1 | 2-3 | 2-2  | 4-0 | 1-3  | 0-2 | 2-0 | 1-1  | 3-1  | 2-1 |
| LOSC Lille                                                 | 1-0  | 4-0  | 3-0 | 2-1 |      | 3-0 | 3-4 | 3-1 | 2-0 | 2-0 | 1-0  | 2-0 | 2-2  | 1-1 | 1-2 | 2-2  | 1-0  | 1-1 |
| FC Lorient                                                 | 0-1  | 5-0  | 3-3 | 0-0 | 4-1  |     | 0-2 | 2-4 | 2-3 | 2-2 | 0-3  | 0-1 | 1-1  | 1-4 | 2-0 | 2-1  | 1-2  | 1-2 |
| Olympique lyonnais                                         | 4-3  | 1-2  | 0-0 | 0-3 | 0-2  | 3-3 |     | 1-0 | 1-1 | 3-2 | 1-4  | 1-0 | 1-0  | 1-4 | 1-1 | 2-3  | 2-1  | 3-0 |
| Olympique de Marseille                                     | 2-0  | 2-1  | 3-0 | 2-1 | 0-0  | 3-1 | 3-0 |     | 1-1 | 2-2 | 4-1  | 2-0 | 2-2  | 0-2 | 2-1 | 2-0  | 1-1  | 0-0 |
| FC Metz                                                    | 0-1  | 1-0  | 0-0 | 2-1 | 1-2  | 1-2 | 1-2 | 2-2 |     | 2-5 | 0-1  | 3-1 | 0-1  | 0-2 | 2-2 | 2-3  | 0-1  | 0-1 |
| AS Monaco                                                  | 2-0  | 4-1  | 1-1 | 3-0 | 1-0  | 2-2 | 0-1 | 3-2 | 2-1 |     | 2-0  | 4-0 | 0-1  | 0-0 | 1-3 | 1-0  | 3-0  | 1-2 |
| Montpellier HSC                                            | 1-3  | 1-1  | 2-2 | 0-0 | 0-0  | 2-0 | 1-2 | 1-1 | 3-0 | 0-2 |      | 1-1 | 0-0  | 2-6 | 1-3 | 0-0  | 2-2  | 3-0 |
| FC Nantes                                                  | 0-2  | 1-2  | 0-0 | 0-1 | 1-2  | 5-3 | 1-3 | 1-1 | 0-2 | 3-3 | 2-0  |     | 1-0  | 0-2 | 0-1 | 0-3  | 1-3  | 1-2 |
| OGC Nice                                                   | 0-0  | 0-0  | 1-0 | 2-0 | 1-1  | 3-0 | 0-0 | 1-0 | 1-0 | 2-3 | 1-2  | 1-2 |      | 1-2 | 2-1 | 2-0  | 2-0  | 1-0 |
| Paris Saint-Germain                                        | 2-2  | 1-1  | 3-3 | 3-1 | 3-1  | 0-0 | 4-1 | 4-0 | 3-1 | 5-2 | 3-0  | 2-1 | 2-3  |     | 2-2 | 1-1  | 3-0  | 1-3 |
| Stade de Reims                                             | 1-2  | 2-0  | 1-0 | 1-1 | 0-1  | 1-0 | 2-0 | 1-0 | 2-1 | 1-3 | 1-2  | 0-0 | 0-0  | 0-3 |     | 2-1  | 2-1  | 2-3 |
| Stade rennais FC                                           | 4-5  | 3-1  | 2-2 | 1-1 | 2-2  | 1-2 | 0-1 | 2-0 | 5-1 | 1-2 | 2-1  | 3-1 | 2-0  | 1-3 | 3-1 |      | 1-1  | 1-2 |
| RC Strasbourg                                              | 0-3  | 0-0  | 2-1 | 0-1 | 2-1  | 1-3 | 2-1 | 1-1 | 2-1 | 0-1 | 2-2  | 1-2 | 1-3  | 1-2 | 3-1 | 2-0  |      | 2-0 |
| Toulouse FC                                                | 0-3  | 2-2  | 1-2 | 0-2 | 3-1  | 1-1 | 2-3 | 2-2 | 3-0 | 1-2 | 1-2  | 1-2 | 2-1  | 1-1 | 1-1 | 0-0  | 0-0  |     |
| - Victoire à domicile - Match nul - Victoire à l'extérieur |      |      |     |     |      |     |     |     |     |     |      |     |      |     |     |      |      |     |

#### Barrages de relégation
Les barrages de relégation consistent en une confrontation aller-retour entre le seizième de Ligue 1 et le vainqueur du match 2 des barrages de Ligue 2 2023-2024. Le match aller se joue sur le terrain du club de Ligue 2, le retour sur celui du club de Ligue 1. Le vainqueur de ces barrages obtient une place pour le championnat de Ligue 1 2024-2025 tandis que le perdant va en Ligue 2. À l'instar du changement intervenu en coupe d'Europe la règle des buts marqués à l'extérieur n'est plus appliquée. Si les deux équipes ont marqué le même nombre de buts à l’issue du match retour une prolongation est disputée puis les tirs au but en cas de nouvelle égalité.
Le match aller se joue le 30 mai 2024 au Stade Geoffroy-Guichard de Saint-Étienne et ce sont les Stéphanois qui s'impose 2 buts à 1 avec un but à dix minutes de la fin du match de Irvin Cardona,. Au match retour le 2 juin 2024 au Stade Saint-Symphorien à Metz, les Grenats sont réduis à 10 des la septième minute avec l'expulsion de Pape Amadou Diallo. Malgré l'infériorité numérique les Messins vont inscrit deux buts en 6 minutes et mènent 2-0. Après une dizaine de minutes, les Verts réduisent le score. Le score reste le même jusqu'au terme des 90 minutes et le match se poursuit en prolongation. À trois minutes de la fin de la prolongation, Saint-Étienne égalise à 2-2 et prend l'avantage sur les deux matchs. Ce but permet à l'ASSE de remonter en Ligue 1, deux ans après l'avoir quittée au terme des barrages et Metz fait son retour en Ligue 2, un an après avoir été promu,.
| Match aller       | (L2) AS Saint-Étienne     | 2 - 1   | FC Metz (L1) | Stade Geoffroy-Guichard, Saint-Étienne                                                  |                                                                                         |
| 30 mai 2024 20h30 | Sissoko 20e · Cardona 81e | (1 - 1) | 45e Traoré   | Spectateurs : 35 536 Diffuseur : Prime Video et beIN Sports 1 Arbitrage : Benoît Millot | Spectateurs : 35 536 Diffuseur : Prime Video et beIN Sports 1 Arbitrage : Benoît Millot |
| 30 mai 2024 20h30 | Maçon 35e · Sissoko 89e   | Rapport | 72e N'Doram  | Spectateurs : 35 536 Diffuseur : Prime Video et beIN Sports 1 Arbitrage : Benoît Millot | Spectateurs : 35 536 Diffuseur : Prime Video et beIN Sports 1 Arbitrage : Benoît Millot |

| Match retour      | (L1) FC Metz                                           | 2 - 2 ap              | AS Saint-Étienne (L2)                    | Stade Saint-Symphorien, Metz                                                             |                                                                                          |
| 2 juin 2024 17h00 | Camara 17e · Mikautadze 25e (pen.)                     | (2 - 1, 2 - 1, 2 - 1) | 35e Pétrot · 117e Wadji                  | Spectateurs : 28 500 Diffuseur : Prime Video et beIN Sports 1 Arbitrage : Jérôme Brisard | Spectateurs : 28 500 Diffuseur : Prime Video et beIN Sports 1 Arbitrage : Jérôme Brisard |
| 2 juin 2024 17h00 | Diallo 4e 7e · Mikautadze 75e · Udol 81e · N'Doram 85e | Rapport               | 15e Tardieu · 23e Larsonneur · 99e Maçon | Spectateurs : 28 500 Diffuseur : Prime Video et beIN Sports 1 Arbitrage : Jérôme Brisard | Spectateurs : 28 500 Diffuseur : Prime Video et beIN Sports 1 Arbitrage : Jérôme Brisard |

## Statistiques

### Domicile et extérieur
| Rang | Équipe                 | Pts | J  | G  | N | P  | Bp | Bc | Diff |
| ---- | ---------------------- | --- | -- | -- | - | -- | -- | -- | ---- |
| 1    | LOSC Lille             | 37  | 17 | 11 | 4 | 2  | 34 | 14 | +20  |
| 2    | Olympique de Marseille | 36  | 17 | 10 | 6 | 1  | 31 | 13 | +18  |
| 3    | Paris Saint-Germain    | 33  | 17 | 9  | 6 | 2  | 42 | 22 | +20  |
| 4    | AS Monaco              | 33  | 17 | 10 | 3 | 4  | 30 | 14 | +16  |
| 5    | Stade brestois 29      | 31  | 17 | 8  | 7 | 2  | 25 | 14 | +11  |
| 6    | OGC Nice               | 31  | 17 | 9  | 4 | 4  | 21 | 11 | +10  |
| 7    | RC Lens                | 31  | 17 | 9  | 4 | 4  | 27 | 18 | +9   |
| 8    | Stade de Reims         | 27  | 17 | 8  | 3 | 6  | 19 | 18 | +1   |
| 9    | Stade rennais FC       | 25  | 17 | 7  | 4 | 6  | 34 | 26 | +8   |
| 10   | Olympique lyonnais     | 25  | 17 | 7  | 4 | 6  | 27 | 30 | -3   |
| 11   | RC Strasbourg          | 24  | 17 | 7  | 3 | 7  | 22 | 23 | -1   |
| 12   | Le Havre AC            | 20  | 17 | 6  | 2 | 9  | 18 | 19 | -1   |
| 13   | Montpellier HSC        | 18  | 17 | 3  | 9 | 5  | 20 | 23 | -3   |
| 14   | FC Lorient             | 16  | 17 | 4  | 4 | 9  | 26 | 30 | -4   |
| 15   | Toulouse FC            | 16  | 17 | 3  | 7 | 7  | 21 | 25 | -4   |
| 16   | Clermont Foot 63       | 14  | 17 | 3  | 5 | 9  | 14 | 27 | -13  |
| 17   | FC Metz                | 12  | 17 | 3  | 3 | 11 | 17 | 27 | -10  |
| 18   | FC Nantes              | 12  | 17 | 3  | 3 | 11 | 17 | 30 | -13  |

| Rang | Équipe                 | Pts | J  | G  | N | P  | Bp | Bc | Diff |
| ---- | ---------------------- | --- | -- | -- | - | -- | -- | -- | ---- |
| 1    | Paris Saint-Germain    | 43  | 17 | 13 | 4 | 0  | 39 | 11 | +28  |
| 2    | AS Monaco              | 34  | 17 | 10 | 4 | 3  | 38 | 28 | +10  |
| 3    | Stade brestois 29      | 30  | 17 | 9  | 3 | 5  | 28 | 20 | +8   |
| 4    | Olympique lyonnais     | 28  | 17 | 9  | 1 | 7  | 24 | 26 | -2   |
| 5    | Toulouse FC            | 27  | 17 | 8  | 3 | 6  | 21 | 21 | 0    |
| 6    | OGC Nice               | 24  | 17 | 6  | 6 | 5  | 19 | 18 | +1   |
| 7    | Montpellier HSC        | 24  | 17 | 7  | 3 | 7  | 23 | 25 | -2   |
| 8    | LOSC Lille             | 22  | 17 | 5  | 7 | 5  | 18 | 20 | -2   |
| 9    | Stade rennais FC       | 21  | 17 | 5  | 6 | 6  | 19 | 20 | -1   |
| 10   | FC Nantes              | 21  | 17 | 6  | 3 | 8  | 13 | 25 | -12  |
| 11   | RC Lens                | 20  | 17 | 5  | 5 | 7  | 18 | 19 | -1   |
| 12   | Stade de Reims         | 20  | 17 | 5  | 5 | 7  | 23 | 29 | -6   |
| 13   | FC Metz                | 17  | 17 | 5  | 2 | 10 | 18 | 31 | -13  |
| 14   | RC Strasbourg          | 15  | 17 | 3  | 6 | 8  | 16 | 27 | -11  |
| 15   | Olympique de Marseille | 14  | 17 | 3  | 5 | 9  | 21 | 28 | -7   |
| 16   | FC Lorient             | 13  | 17 | 3  | 4 | 10 | 17 | 36 | -19  |
| 17   | Le Havre AC            | 12  | 17 | 1  | 9 | 7  | 16 | 26 | -10  |
| 18   | Clermont Foot 63       | 11  | 17 | 2  | 5 | 10 | 12 | 33 | -21  |

### Évolution du classement
| Journées →  | 1  | 2  | 3  | 4  | 5  | 6  | 7  | 8  | 9  | 10 | 11 | 12 | 13 | 14 | 15 | 16 | 17 | 18 | 19 | 20 | 21 | 22 | 23 | 24 | 25 | 26 | 27 | 28 | 29 | 30 | 31 | 32 | 33 | 34 | 1er | bar. | rel. |
| Équipe ↓    |    |    |    |    |    |    |    |    |    |    |    |    |    |    |    |    |    |    |    |    |    |    |    |    |    |    |    |    |    |    |    |    |    |    |     |      |      |
| ----------- | -- | -- | -- | -- | -- | -- | -- | -- | -- | -- | -- | -- | -- | -- | -- | -- | -- | -- | -- | -- | -- | -- | -- | -- | -- | -- | -- | -- | -- | -- | -- | -- | -- | -- | --- | ---- | ---- |
| Brest       | 3  | 2  | 4  | 5  | 2  | 1  | 2  | 4  | 5  | 6  | 6  | 8  | 7  | 7  | 5  | 5  | 4  | 3  | 3  | 3  | 4  | 2  | 2  | 2  | 2  | 2  | 2  | 2  | 3  | 3  | 3  | 3  | 4  | 3  | 1   |      |      |
| Clermont    | 17 | 18 | 18 | 16 | 17 | 18 | 17 | 18 | 17 | 17 | 17 | 17 | 17 | 17 | 17 | 18 | 18 | 17 | 17 | 18 | 18 | 18 | 18 | 18 | 18 | 18 | 18 | 18 | 18 | 18 | 18 | 18 | 18 | 18 |     | 1    | 31   |
| Le Havre    | 7  | 13 | 14 | 10 | 11 | 7  | 10 | 13 | 11 | 13 | 7  | 7  | 8  | 10 | 11 | 10 | 11 | 11 | 11 | 11 | 11 | 12 | 14 | 15 | 12 | 13 | 15 | 14 | 15 | 16 | 15 | 15 | 15 | 15 |     | 1    |      |
| Lens        | 13 | 14 | 15 | 17 | 18 | 16 | 15 | 14 | 14 | 10 | 10 | 6  | 6  | 6  | 7  | 7  | 7  | 8  | 8  | 6  | 6  | 6  | 6  | 6  | 5  | 6  | 6  | 6  | 6  | 6  | 6  | 6  | 6  | 7  |     | 1    | 2    |
| Lille       | 9  | 5  | 10 | 6  | 6  | 11 | 7  | 7  | 4  | 4  | 5  | 4  | 4  | 4  | 4  | 4  | 5  | 5  | 5  | 4  | 5  | 4  | 5  | 4  | 4  | 4  | 4  | 4  | 4  | 4  | 4  | 4  | 3  | 4  |     |      |      |
| Lorient     | 11 | 12 | 7  | 11 | 12 | 14 | 16 | 16 | 12 | 15 | 15 | 16 | 16 | 16 | 16 | 17 | 17 | 18 | 18 | 17 | 16 | 15 | 16 | 13 | 15 | 15 | 16 | 16 | 17 | 17 | 17 | 17 | 17 | 17 |     | 10   | 11   |
| Lyon        | 14 | 17 | 17 | 18 | 16 | 17 | 18 | 17 | 18 | 18 | 18 | 18 | 18 | 18 | 18 | 16 | 15 | 16 | 16 | 15 | 13 | 11 | 10 | 11 | 10 | 10 | 10 | 10 | 7  | 9  | 8  | 7  | 7  | 6  |     | 4    | 13   |
| Marseille   | 5  | 6  | 2  | 3  | 4  | 8  | 12 | 6  | 8  | 9  | 9  | 10 | 12 | 9  | 6  | 6  | 6  | 7  | 7  | 8  | 8  | 9  | 9  | 7  | 7  | 7  | 7  | 8  | 8  | 8  | 7  | 9  | 8  | 8  |     |      |      |
| Metz        | 18 | 15 | 12 | 13 | 7  | 12 | 14 | 15 | 16 | 16 | 16 | 11 | 9  | 11 | 12 | 14 | 14 | 15 | 15 | 16 | 17 | 17 | 17 | 17 | 17 | 17 | 17 | 17 | 16 | 15 | 16 | 16 | 16 | 16 |     | 9    | 9    |
| Monaco      | 2  | 1  | 1  | 1  | 1  | 4  | 1  | 1  | 1  | 3  | 3  | 3  | 3  | 3  | 3  | 3  | 3  | 4  | 4  | 5  | 3  | 5  | 3  | 3  | 3  | 3  | 3  | 3  | 2  | 2  | 2  | 2  | 2  | 2  | 7   |      |      |
| Montpellier | 8  | 4  | 9  | 14 | 14 | 13 | 9  | 12 | 15 | 11 | 13 | 12 | 14 | 13 | 14 | 12 | 12 | 12 | 12 | 13 | 15 | 14 | 15 | 16 | 13 | 14 | 13 | 13 | 13 | 12 | 12 | 11 | 12 | 12 |     | 1    |      |
| Nantes      | 16 | 16 | 16 | 15 | 15 | 10 | 13 | 9  | 7  | 7  | 8  | 9  | 11 | 8  | 9  | 11 | 13 | 13 | 13 | 14 | 12 | 16 | 12 | 14 | 16 | 16 | 14 | 15 | 14 | 14 | 14 | 14 | 14 | 14 |     | 6    |      |
| Nice        | 10 | 10 | 13 | 8  | 3  | 2  | 4  | 2  | 2  | 1  | 1  | 2  | 2  | 2  | 2  | 2  | 2  | 2  | 2  | 2  | 2  | 3  | 4  | 5  | 6  | 5  | 5  | 5  | 5  | 5  | 5  | 5  | 5  | 5  | 2   |      |      |
| Paris       | 12 | 11 | 8  | 2  | 5  | 3  | 5  | 3  | 3  | 2  | 2  | 1  | 1  | 1  | 1  | 1  | 1  | 1  | 1  | 1  | 1  | 1  | 1  | 1  | 1  | 1  | 1  | 1  | 1  | 1  | 1  | 1  | 1  | 1  | 23  |      |      |
| Reims       | 15 | 8  | 3  | 4  | 9  | 5  | 3  | 5  | 6  | 5  | 4  | 5  | 5  | 5  | 8  | 8  | 8  | 6  | 6  | 7  | 9  | 8  | 8  | 9  | 9  | 9  | 9  | 7  | 9  | 10 | 11 | 10 | 10 | 9  |     |      |      |
| Rennes      | 1  | 3  | 6  | 7  | 8  | 9  | 6  | 8  | 9  | 8  | 11 | 13 | 10 | 12 | 13 | 13 | 10 | 10 | 9  | 9  | 7  | 7  | 7  | 8  | 8  | 8  | 8  | 9  | 10 | 7  | 9  | 8  | 9  | 10 | 1   |      |      |
| Strasbourg  | 6  | 9  | 5  | 9  | 10 | 6  | 8  | 11 | 13 | 14 | 12 | 15 | 13 | 15 | 10 | 9  | 9  | 9  | 10 | 10 | 10 | 10 | 13 | 12 | 14 | 12 | 12 | 12 | 12 | 13 | 13 | 13 | 13 | 13 |     |      |      |
| Toulouse    | 4  | 7  | 11 | 12 | 13 | 15 | 11 | 10 | 10 | 12 | 14 | 14 | 15 | 14 | 15 | 15 | 16 | 14 | 14 | 12 | 14 | 13 | 11 | 10 | 11 | 11 | 11 | 11 | 11 | 11 | 10 | 12 | 11 | 11 |     | 1    |      |

1. ↑  Le match Montpellier-Clermont est interrompu la 91e minute après des jets de pétard, le match est définitivement arrêté[8]. Le match est reporté au 29 novembre entre la 13e et 14e journée[9].
2. ↑  Le match Marseille-Lyon a été annulé après que le bus des Lyonnais a été pris pour cible et que l'entraîneur des Gones, Fabio Grosso, a été blessé[10]. La rencontre est reportée au 6 décembre entre la 14e et 15e journée[11].
3. ↑  En raison des dégâts causés au stade par la tempête Ciaran, le match entre Brest et Strasbourg a été reporté au 7 décembre entre la 14e et 15e journée[12].

En gras et italique, les équipes comptant un match en retard (exemple : 15 pour le Montpellier HSC à l’issue de la 9e journée). 

#### Résultats par match
| Journée ╱ Équipe | 1 | 2 | 3 | 4 | 5 | 6 | 7 | 8 | 9 | 10 | 11 | 12 | 13 | 14 | 15 | 16 | 17 | 18 | 19 | 20 | 21 | 22 | 23 | 24 | 25 | 26 | 27 | 28 | 29 | 30 | 31 | 32 | 33 | 34 |
| ---------------- | - | - | - | - | - | - | - | - | - | -- | -- | -- | -- | -- | -- | -- | -- | -- | -- | -- | -- | -- | -- | -- | -- | -- | -- | -- | -- | -- | -- | -- | -- | -- |
| Brest            | V | V | D | N | V | V | N | N | D | D  | D  | N  | V  | V  | V  | V  | V  | V  | N  | N  | N  | V  | V  | V  | D  | N  | V  | V  | D  | D  | V  | N  | N  | V  |
| Clermont         | D | D | D | N | D | D | N | N | V | D  | N  | V  | D  | D  | N  | D  | D  | V  | N  | D  | N  | D  | N  | D  | D  | V  | D  | N  | N  | D  | V  | D  | D  | D  |
| Le Havre         | N | D | N | V | N | V | D | D | N | N  | V  | N  | N  | D  | D  | V  | D  | V  | N  | N  | D  | D  | D  | D  | V  | D  | D  | N  | D  | D  | N  | V  | D  | D  |
| Lens             | D | N | D | D | D | V | V | N | N | V  | N  | V  | V  | V  | N  | V  | D  | D  | V  | V  | V  | N  | D  | V  | V  | D  | D  | N  | D  | V  | D  | V  | N  | N  |
| Lille            | N | V | D | V | N | D | V | N | V | V  | N  | N  | V  | V  | N  | N  | D  | V  | N  | V  | D  | V  | D  | V  | N  | N  | V  | V  | D  | V  | V  | D  | V  | N  |
| Lorient          | N | N | V | D | N | D | D | N | V | D  | N  | D  | D  | N  | D  | D  | D  | D  | N  | V  | V  | V  | D  | V  | D  | N  | D  | D  | D  | D  | D  | D  | D  | V  |
| Lyon             | D | D | N | D | N | D | D | N | D | D  | N  | V  | D  | D  | V  | V  | V  | D  | D  | V  | V  | V  | V  | D  | V  | V  | N  | V  | V  | D  | V  | V  | V  | V  |
| Marseille        | V | N | V | N | N | D | D | V | D | V  | N  | D  | N  | V  | V  | V  | N  | N  | N  | D  | N  | D  | V  | V  | V  | D  | D  | D  | N  | N  | V  | D  | V  | V  |
| Metz             | D | N | V | N | V | D | D | D | D | N  | N  | V  | V  | D  | D  | D  | D  | D  | D  | D  | N  | D  | D  | V  | V  | D  | D  | D  | V  | V  | D  | D  | D  | D  |
| Monaco           | V | V | N | V | N | D | V | V | V | D  | V  | N  | D  | V  | V  | D  | V  | D  | N  | N  | V  | D  | V  | N  | V  | N  | V  | V  | V  | V  | D  | V  | V  | V  |
| Montpellier      | N | V | D | D | N | N | V | N | D | V  | D  | N  | D  | D  | N  | V  | N  | D  | N  | D  | D  | V  | D  | N  | V  | D  | V  | V  | N  | V  | N  | V  | D  | N  |
| Nantes           | D | D | N | N | V | V | D | V | V | D  | D  | D  | N  | V  | D  | D  | D  | D  | N  | D  | V  | D  | V  | D  | D  | D  | V  | D  | V  | D  | N  | N  | D  | D  |
| Nice             | N | N | N | V | V | V | N | V | V | V  | V  | N  | V  | D  | V  | D  | V  | D  | V  | N  | D  | D  | N  | D  | D  | V  | D  | N  | N  | V  | V  | D  | V  | N  |
| Paris            | N | N | V | V | D | V | N | V | V | V  | V  | V  | V  | V  | V  | N  | V  | V  | N  | V  | V  | V  | N  | N  | N  | V  | V  | N  | V  | V  | N  | V  | D  | V  |
| Reims            | D | V | V | N | D | V | V | D | N | V  | V  | D  | D  | V  | D  | D  | V  | V  | N  | D  | D  | N  | V  | D  | N  | V  | N  | N  | D  | D  | D  | V  | N  | V  |
| Rennes           | V | N | N | N | N | N | V | D | D | N  | D  | D  | V  | D  | D  | N  | V  | V  | V  | V  | V  | V  | N  | D  | N  | V  | D  | D  | D  | V  | D  | V  | N  | D  |
| Strasbourg       | V | D | V | D | N | V | D | D | D | N  | N  | N  | N  | D  | V  | V  | V  | N  | N  | D  | D  | D  | D  | N  | D  | V  | V  | N  | V  | D  | D  | D  | V  | D  |
| Toulouse         | V | N | D | N | N | D | V | N | N | D  | D  | N  | D  | N  | D  | N  | D  | V  | D  | V  | D  | V  | V  | V  | D  | D  | V  | N  | V  | N  | V  | D  | V  | D  |

#### Séries
Séries de victoires : 8
- Paris : de la 8e à la 15e journée

Séries de victoires en début de saison : 2
- Brest et Monaco : de la 1re à la 2e journée

Séries de matchs sans défaite : 28
- Paris : de la 6e à la 33e journée

Séries de matchs sans défaite en début de saison : 13
- Nice : de la 1re à la 13e journée

Séries de défaites : 7
- Metz : de la 14e à la 20e journée
- Lorient : de la 27e à la 33e journée

Séries de défaites en début de saison : 3
- Clermont : de la 1re à la 3e journée

Séries de matchs sans victoire : 11
- Lyon : de la 1re à la 11e journée

Séries de matchs nuls : 5
- Rennes : de la 2e à la 6e journée

Série de matchs nuls en début de saison : 3
- Nice : de la 1re à la 3e journée

### Buts marqués par journée
Ce graphique représente le nombre de buts marqués lors de chaque journée.

### Classement des buteurs
|     | Buteur                    | Club                   | Buts |
| --- | ------------------------- | ---------------------- | ---- |
| 1er | Kylian Mbappé             | Paris Saint-Germain    | 27   |
| 2e  | Jonathan David            | LOSC Lille             | 19   |
| 3e  | Alexandre Lacazette       | Olympique lyonnais     | 19   |
| 4e  | Pierre-Emerick Aubameyang | Olympique de Marseille | 17   |
| 5e  | Wissam Ben Yedder         | AS Monaco              | 16   |
| 6e  | Thijs Dallinga            | Toulouse FC            | 14   |
| 7e  | Georges Mikautadze        | FC Metz                | 13   |
| 8e  | Gonçalo Ramos             | Paris Saint-Germain    | 11   |
| 9e  | Terem Moffi               | OGC Nice               | 11   |
| 10e | Arnaud Kalimuendo         | Stade rennais FC       | 10   |

| Source : Classement officiel des buteurs de la Ligue 1 Uber Eats. |

### Classement des passeurs
|     | Passeur                   | Club                   | Passes décisives |
| --- | ------------------------- | ---------------------- | ---------------- |
| 1er | Ousmane Dembélé           | Paris Saint-Germain    | 8                |
| 2e  | Angel Gomes               | LOSC Lille             | 8                |
| 3e  | Romain Del Castillo       | Stade brestois         | 8                |
| 4e  | Kylian Mbappé             | Paris Saint-Germain    | 7                |
| 5e  | Junya Ito                 | Stade de Reims         | 7                |
| 6e  | Bradley Barcola           | Paris Saint-Germain    | 7                |
| 7e  | Takumi Minamino           | AS Monaco              | 6                |
| 8e  | Pierre-Emerick Aubameyang | Olympique de Marseille | 6                |
| 9e  | Rayan Cherki              | Olympique lyonnais     | 6                |
| 10e | Aleksandr Golovine        | AS Monaco              | 6                |

| Source : Classement officiel des passeurs de la Ligue 1 Uber Eats. |

### Affluence

#### Meilleures affluences de la saison
| Rang | Match                                        | Journée | Date              | Affluence |
| ---- | -------------------------------------------- | ------- | ----------------- | --------- |
| 1    | Olympique de Marseille - Paris Saint-Germain | J27     | 31 mars 2024      | 66 046    |
| 2    | Olympique de Marseille - Stade de Reims      | J1      | 12 août 2023      | 63 787    |
| 3    | Olympique de Marseille - Clermont Foot 63    | J16     | 17 décembre 2023  | 63 753    |
| 4    | Olympique de Marseille - LOSC Lille          | J11     | 4 novembre 2023   | 63 674    |
| 5    | Olympique de Marseille - Stade brestois 29   | J3      | 26 août 2023      | 63 592    |
| 6    | Olympique de Marseille - Le Havre AC         | J8      | 8 octobre 2023    | 63 576    |
| 7    | Olympique de Marseille - Toulouse FC         | J5      | 17 septembre 2023 | 63 477    |
| 8    | Olympique de Marseille - AS Monaco           | J19     | 27 janvier 2024   | 63 029    |
| 9    | Olympique de Marseille - FC Metz             | J21     | 9 février 2024    | 62 686    |
| 10   | Olympique de Marseille - Montpellier HSC     | J23     | 25 février 2023   | 61 263    |

#### Affluences par journée
Ce graphique représente le nombre de spectateurs présents dans les stades lors de chaque journée.

## Trophées UNFP
Chaque début de mois, les internautes votent pour élire le trophée UNFP du joueur du mois de Ligue 1.
| Mois      | Premier                   | Premier                | Autres nommés             | Autres nommés          | Réf.   |
| Mois      | Joueur                    | Club                   | Joueurs                   | Clubs                  | Réf.   |
| --------- | ------------------------- | ---------------------- | ------------------------- | ---------------------- | ------ |
| Août      | Takumi Minamino           | AS Monaco              | Musa Al-Taamari           | Montpellier HSC        | [ 15 ] |
| Août      | Takumi Minamino           | AS Monaco              | Manuel Ugarte             | Paris Saint-Germain    | [ 15 ] |
| Septembre | Marcin Bułka              | OGC Nice               | Marco Bizot               | Stade brestois 29      | [ 16 ] |
| Septembre | Marcin Bułka              | OGC Nice               | Terem Moffi               | OGC Nice               | [ 16 ] |
| Octobre   | Kylian Mbappé             | Paris Saint-Germain    | Aleksandr Golovine        | AS Monaco              | [ 17 ] |
| Octobre   | Kylian Mbappé             | Paris Saint-Germain    | Warren Zaïre-Emery        | Paris Saint-Germain    | [ 17 ] |
| Novembre  | Kylian Mbappé             | Paris Saint-Germain    | Jonathan Clauss           | Olympique de Marseille | [ 18 ] |
| Novembre  | Kylian Mbappé             | Paris Saint-Germain    | Jean-Clair Todibo         | OGC Nice               | [ 18 ] |
| Décembre  | Pierre-Emerick Aubameyang | Olympique de Marseille | Alexandre Lacazette       | Olympique lyonnais     | [ 19 ] |
| Décembre  | Pierre-Emerick Aubameyang | Olympique de Marseille | Kylian Mbappé             | Paris Saint-Germain    | [ 19 ] |
| Janvier   | Martin Terrier            | Stade rennais FC       | Wissam Ben Yedder         | AS Monaco              | [ 20 ] |
| Janvier   | Martin Terrier            | Stade rennais FC       | Kylian Mbappé             | Paris Saint-Germain    | [ 20 ] |
| Février   | Pierre Lees-Melou         | Stade brestois 29      | Pierre-Emerick Aubameyang | Olympique de Marseille | [ 21 ] |
| Février   | Pierre Lees-Melou         | Stade brestois 29      | Jonathan David            | LOSC Lille             | [ 21 ] |
| Mars      | Edon Zhegrova             | LOSC Lille             | Jonathan David            | LOSC Lille             | [ 22 ] |
| Mars      | Edon Zhegrova             | LOSC Lille             | Vitinha                   | Paris Saint-Germain    | [ 22 ] |
| Avril     | Alexandre Lacazette       | Olympique lyonnais     | Pierre-Emerick Aubameyang | Olympique de Marseille | [ 23 ] |
| Avril     | Alexandre Lacazette       | Olympique lyonnais     | Ousmane Dembélé           | Paris Saint-Germain    | [ 23 ] |

Au mois de mai, lors des trophées UNFP du football 2024, sont élus le meilleur joueur, gardien, espoir, entraîneur, le plus beau but et l'équipe type de la saison.
| Meilleur joueur                     | Meilleur gardien                           | Meilleur espoir                          | Meilleur entraîneur          | Plus beau but                      |
| ----------------------------------- | ------------------------------------------ | ---------------------------------------- | ---------------------------- | ---------------------------------- |
| Kylian Mbappé (Paris Saint-Germain) | Gianluigi Donnarumma (Paris Saint-Germain) | Warren Zaïre-Emery (Paris Saint-Germain) | Éric Roy (Stade brestois 29) | Kamory Doumbia (Stade brestois 29) |

| Gardien de but                             | Défenseurs | Milieux de terrain                                                                                           | Attaquants |
| ------------------------------------------ | --- | --- | --- |
| Gianluigi Donnarumma (Paris Saint-Germain) | Bradley Locko (Stade brestois 29) Leny Yoro (LOSC Lille) Marquinhos (Paris Saint-Germain) Achraf Hakimi (Paris Saint-Germain) | Vitinha (Paris Saint-Germain) Pierre Lees-Melou (Stade brestois 29) Warren Zaïre-Emery (Paris Saint-Germain) | Kylian Mbappé (Paris Saint-Germain) Pierre-Emerick Aubameyang (Olympique de Marseille) Ousmane Dembélé (Paris Saint-Germain) |

## Parcours en coupes d'Europe
Le parcours des clubs français en coupes d'Europe est important puisqu'il détermine le coefficient UEFA, et donc le nombre de clubs français présents en coupes d'Europe les années suivantes.
| Club                   | Compétition             | Résultat                                           | Ultime(s) adversaire(s) | Ultime(s) adversaire(s) | Ultime(s) adversaire(s) |
| ---------------------- | ----------------------- | -------------------------------------------------- | ----------------------- | ----------------------- | ----------------------- |
| Paris Saint-Germain    | Ligue des champions     | Demi-finale                                        | Borussia Dortmund       | Borussia Dortmund       | Borussia Dortmund       |
| RC Lens                | Ligue des champions     | Phase de groupes (reversé en Ligue Europa)         | Arsenal FC              | PSV Eindhoven           | Séville FC              |
| Olympique de Marseille | Ligue des champions     | 3e tour de qualification (reversé en Ligue Europa) | Panathinaïkós           | Panathinaïkós           | Panathinaïkós           |
| Olympique de Marseille | Ligue Europa            | Demi-finale                                        | Atalanta Bergame        | Atalanta Bergame        | Atalanta Bergame        |
| RC Lens                | Ligue Europa            | Barrage de la phase à élimination directe          | SC Fribourg             | SC Fribourg             | SC Fribourg             |
| Stade rennais FC       | Ligue Europa            | Barrage de la phase à élimination directe          | AC Milan                | AC Milan                | AC Milan                |
| Toulouse FC            | Ligue Europa            | Barrage de la phase à élimination directe          | SL Benfica              | SL Benfica              | SL Benfica              |
| LOSC Lille             | Ligue Europa Conférence | Quarts de finale                                   | Aston Villa             | Aston Villa             | Aston Villa             |

## Bilan de la saison
Les données ci-dessous sont vouées à évoluer au fur et à mesure du déroulement de la saison.
- Meilleure attaque : 81 buts inscrits (Paris Saint-Germain)
- Meilleure défense : 29 buts encaissés (OGC Nice)
- Premier but de la saison : 
  -  Gaëtan Laborde   18e pour l'OGC Nice contre le LOSC Lille (1 - 1), le 11 août 2023 (1re journée).
- Dernier but de la saison : 
  -  Mohamed Bayo   90+7e (pen.) pour le Havre AC contre l'Olympique de Marseille (1 - 2), le 19 mai 2024 (34e journée).
- Premier but contre son camp :
  -  Benjamin Lecomte   63e (csc) du RC Strasbourg contre le Montpellier HSC (2 - 2), le 17 septembre 2023 (5e journée).
- Premier penalty : 
  -  Romain Del Castillo   45+2e (pen.) pour le Stade brestois 29 contre le RC Lens (3 - 2), le 13 août 2023 (1re journée).
- Premier but sur coup franc direct : 
  -  Jeanricner Bellegarde   63e pour le RC Strasbourg contre l' Olympique lyonnais (2 - 1), le 13 août 2023 (1re journée).
- Premier doublé :
  -  Romain Del Castillo   45+2e (pen.)   87e (pen.) pour le Stade brestois 29 contre le RC Lens (3 - 2), le 13 août 2023 (1re journée).
- Premier triplé : 
  -  Kylian Mbappé   3e   59e   82e pour le Paris Saint-Germain contre le Stade de Reims (0 - 3), le 11 novembre 2023 (12e journée).
- Premier quadruplé :
  -  Kamory Doumbia   22e   25e   29e   45+3e pour le Stade brestois 29 contre le FC Lorient (4 - 0), le 20 décembre 2023 (17e journée).
- Premier carton jaune :
  -  Youcef Atal  35e pour l'OGC Nice contre le LOSC Lille (1 - 1), le 11 août 2023 (1re journée).
- Premier carton rouge : 
  -  Adrien Thomasson   82e (carton rouge annulé a posteriori du match) le RC Lens contre le Stade brestois (3 - 2), le 13 août 2023 (1re journée).
- Carton jaune le plus rapide : 1 minute
  -  Aron Dønnum  1e pour le Toulouse FC contre le FC Lorient (1 - 1), le 3 décembre 2023 (14e journée).
- Carton rouge le plus rapide : 5 minutes
  -  Guéla Doué   5e pour le Stade rennais FC contre l'Olympique lyonnais (0 - 1), le 12 novembre 2023 (12e journée).
- But le plus rapide d'une rencontre : 22 secondes
  -  Wissam Ben Yedder   1re pour l'AS Monaco contre l'Olympique lyonnais (3 - 2), le 28 avril 2024 (31e journée).
- But le plus tardif d'une rencontre : 105 minutes
  -  Ainsley Maitland-Niles   90+15e (pen.) pour l'Olympique lyonnais contre le Stade brestois 29 (4 - 3), le 14 avril 2024 (29e journée).
- Plus jeune buteur de la saison :  Éli Junior Kroupi (17 ans et 3 mois) lors de FC Nantes - FC Lorient (5 - 3), le 23 septembre 2023 (6e journée).
- Plus vieux buteur de la saison :  Dante (40 ans, 6 mois et 10 jours) lors de RC Strasbourg - OGC Nice (1 - 3), le 28 avril 2024 (31e journée).
- Meilleure possession du ballon : 65,5% (Paris Saint-Germain)
- Journée de championnat la plus riche en buts : 40 buts (31e journée).
- Journée de championnat la plus pauvre en buts : 13 buts (11e journée).
- Nombre de buts inscrits durant la saison : 826
- Résultat le plus souvent rencontré durant la saison :
- Plus grand nombre de buts dans une rencontre : 9 buts
  - 4 - 5 lors de Stade rennais FC - Stade brestois 29, le 28 avril 2024 (31e journée).
- Plus large victoire à domicile : 5 buts d'écart
  - 5 - 0 lors de FC Lorient - Clermont Foot 63, le 19 mai 2024 (34e journée).
- Plus large victoire à l'extérieur : 4 buts d'écart
  - 1 - 5 lors de Clermont Foot 63 - Olympique de Marseille, le 2 mars 2024 (24e journée).
  - 2 - 6 lors de Montpellier HSC - Paris Saint-Germain , le 17 mars 2024 (26e journée).
- Plus grand nombre de buts en une mi-temps : 
  - en 1re mi-temps :  5 buts
    - FC Lorient 2 - 4 Olympique de Marseille (1 - 4, 1 - 0), le 11 décembre 2023 (15e journée).
    - Paris Saint-Germain 4 - 1 Olympique lyonnais (4 - 1, 0 - 0), le 21 avril 2024 (30e journée).

  - en 2e mi-temps :  6 buts
    - FC Nantes 5 - 3 FC Lorient (1 - 1, 4 - 2), le 23 septembre 2023 (6e journée).
    - Olympique lyonnais 4 - 3 Stade brestois 29 (1 - 0, 3 - 3), le 14 avril 2024 (29e journée).
    - Stade rennais FC 4 - 5 Stade brestois 29 (2 - 1, 2 - 4), le 28 avril 2024 (31e journée).
- Plus grand nombre de buts dans une rencontre pour un joueur :  4 buts ( Kamory Doumbia   22e   25e   29e   45+3e pour le Stade brestois 29 contre le FC Lorient (4 - 0), le 20 décembre 2023 (17e journée).)
- Doublé le plus rapide :  2 minutes
  -  Akor Adams   58e   60e pour le Montpellier HSC contre Le Havre AC (2 - 2), le 13 août 2023 (1re journée).
- Triplé le plus rapide : 7 minutes
  -  Kamory Doumbia   22e   25e   29e pour le Stade brestois 29 contre le FC Lorient (4 - 0), le 20 décembre 2023 (17e journée).
- Quadruplé le plus rapide : 26 minutes
  -  Kamory Doumbia   22e   25e   29e   45+3e pour le Stade brestois 29 contre le FC Lorient (4 - 0), le 20 décembre 2023 (17e journée).
- Triplés de la saison : 4 triplés
  -  Kylian Mbappé   3e   59e   82e pour le Paris Saint-Germain contre le Stade de Reims (0 - 3), le 11 novembre 2023 (12e journée).
  -  Alexandre Lacazette   25e   29e   80e pour l'Olympique lyonnais contre le Toulouse FC (3 - 0), le 10 décembre 2023 (15e journée).
  -  Jonathan David   14e   44e   49e pour le LOSC Lille contre Le Havre AC (3 - 0), le 17 février 2024 (22e journée).
  -  Mahdi Camara   33e   40e   60e (pen.) pour le Stade brestois 29 contre le RC Strasbourg (0 - 3), le 24 février 2024 (23e journée).
  -  Kylian Mbappé   22e   50e   63e pour le Paris Saint-Germain contre le Montpellier HSC (2 - 6), le 17 mars 2024 (26e journée).
- Quadruplés de la saison : 1 quadruplé
  -  Kamory Doumbia   22e   25e   29e   45+3e pour le Stade brestois 29 contre le FC Lorient (4 - 0), le 20 décembre 2023 (17e journée).
- Plus grand nombre de spectateurs dans une rencontre :
- Plus petit nombre de spectateurs dans une rencontre :
- Champion d'automne : 40 points
  - Paris Saint-Germain
- Champion :
  - Paris Saint-Germain

| Championnat de France de football 2023-2024 |                                 |
| Champion                                    | Paris Saint-Germain (12e titre) |
| Dauphin                                     | AS Monaco                       |
| Champion d'automne                          | Paris Saint-Germain             |
| Coupes et trophées                          |                                 |
| Vainqueur de la Coupe de France 2023-2024   | Paris Saint-Germain             |
| Vainqueur du Trophée des champions 2023     | Paris Saint-Germain             |
| Qualifications continentales                |                                 |
| Ligue des champions 2024-2025               | Paris Saint-Germain             |
| Ligue des champions 2024-2025               | AS Monaco                       |
| Ligue des champions 2024-2025               | Stade Brestois 29               |
| Ligue des champions 2024-2025               | LOSC Lille                      |
| Ligue Europa 2024-2025                      | OGC Nice                        |
| Ligue Europa 2024-2025                      | Olympique lyonnais              |
| Ligue Conférence 2024-2025                  | RC Lens                         |
| Promotions et relégations                   |                                 |
| Promus en Ligue 1 McDonald's                | AJ Auxerre                      |
| Promus en Ligue 1 McDonald's                | Angers SCO                      |
| Promus en Ligue 1 McDonald's                | AS Saint-Étienne                |
| Relégués en Ligue 2 BKT                     | FC Lorient                      |
| Relégués en Ligue 2 BKT                     | Clermont Foot 63                |
| Relégués en Ligue 2 BKT                     | FC Metz                         |

## Aspects économiques
Le tableau ci-dessous présente le produit d'exploitation (hors transferts) ainsi que le résultat net d'exploitation des clubs pour la saison 2023-2024.
| Club                   | Produits (en M€) | Résultat net (en M€) |
| ---------------------- | ---------------- | -------------------- |
| Stade brestois 29      | 63,9 M€          | 1,6 M€               |
| Clermont Foot          | 43,7 M€          | 3,5 M€               |
| Le Havre AC            | 37,7 M€          | -13,6 M€             |
| RC Lens                | 144,4 M€         | 7,5 M€               |
| LOSC Lille             | 118,2 M€         | 16,8 M€              |
| FC Lorient             | 47 M€            | 1 M€                 |
| Olympique lyonnais     | 264 M€           | -25,7 M€             |
| Olympique de Marseille | 286,9 M€         | -39 M€               |
| FC Metz                | 54,3 M€          | -5 M€                |
| AS Monaco              | 107,6 M€         | -17,9 M€             |
| Montpellier HSC        | 54,7 M€          | 0,002 M€             |
| FC Nantes              | 64,4 M€          | 0,1 M€               |
| OGC Nice               | 161,8 M€         | -26,7 M€             |
| Paris Saint-Germain    | 807,9 M€         | -60,3 M€             |
| Stade de Reims         | 58,6 M€          | 0,6 M€               |
| Stade rennais FC       | 107 M€           | -0,2 M€              |
| RC Strasbourg          | 64,8 M€          | -14 M€               |
| Toulouse FC            | 63,1 M€          | 7 M€                 |